# うごくメモ帳 3D
『うごくメモ帳 3D』（うごくメモちょう スリーディー、Flipnote Studio 3D）は、任天堂開発・販売のニンテンドー3DS用ダウンロードソフトである。

## 概要
ニンテンドーDSiウェア『うごくメモ帳』のニンテンドー3DS版である。2011年春に開発中であることが発表されていたものの、内容は長らく発表されず、2013年3月13日のNintendo Direct内で具体的な内容が発表された。当初は同年7月3日配信開始予定だったが、「コミュニティーサービスをより快適なものにするため」という理由で延期され、7月24日から配信が始まった。ソフト自体は無料であるが後述するネットワーク機能を使う場合は有料になる。
「書く」「塗る」「消す」の3つの機能を使い、手書きメモから短編アニメーションと、幅広いメモを作ることが可能である。主な機能はDSiウェアの『うごくメモ帳』を踏襲しているが、これに加えて3D機能を生かした「3D立体視可能なメモの作成」、色の表現幅が広がる「6種類の色の使用」、動画投稿サイトなどに直接投稿できる「メモをAVI形式動画ファイルとして保存」などの機能が盛り込まれた。その後のバージョンアップにより機能の追加や改善も行われている。一方、DSiウェア『うごくメモ帳』にあったカレンダー機能は搭載されていない。
対応しているファイル形式は、GIF、GIFアニメ、JPEG、AVI。なお、DSiウェア『うごくメモ帳』とはデータの互換性はなく、DSiで作成したメモを直接編集したり、通信をすることはできない。

## ネットワーク機能

### ワールドうごメモギャラリー
世界中の利用者が作成したメモを投稿・閲覧できる（すでにサービス終了)。運営は任天堂が行っているがサーバー代金がかかり、サーバー維持のために税込100円の「30日チケット」もしくは税込30円の「1日チケット」を購入する必要がある。ただし、15時から21時までの6時間に設定された「フリータイム」と呼ばれる時間帯は無料で利用が可能。また、以下の条件のいずれかが一致した場合はチケットが無料で提供される。自分の「マイルーム」内でコインポイントとコレクターポイントをどれくらい集めたか確認できるようになっており、その2つの合計を%で示した「フリーチケット達成率」によって、次の30日間無料になるかどうか確認できる（100%になるとチケットが貰え、次の30日間が無料となる）。
- 初めて利用した日から30日間
- 作品を評価してもらい、その評価によって貰える「コインポイント」を一定量集める
- 投稿作品から良作を探して「コレクション」を作り、何人のユーザーに見てもらえたかで順位が決まる「コレクターランキング」で上位に入る

かつてはカメラを使用したメモも投稿できたが、バージョン1.2への更新以降はできなくなっている。
コインシステム
ワールドうごメモギャラリーにおいて、作品の投稿や評価、コメントの書き込みやダウンロードといった一連の活動には「コイン」が必要となる。コインは有料チケット購入の際、スターコイン3枚と通常のコイン100枚が配付される（コインはチケットの有効期限終了後は使えなくなるため、次のチケットに繰り越せない）。また、無料時間には1日1枚通常のコインがもらえたり（コインが0枚の時のみ）、ポイントは活動を通して手に入れたコインの枚数に応じて配付される。通常のコインを使ってギャラリーに投稿すると投稿後30日で自動的に削除されるが、スターコインを使って投稿するか、作品にコイン10枚以上もしくはスターコイン1枚以上を他ユーザーから付けられると、ギャラリーから作品が消えることはない。なお、うごメモシアター・うごメモはてなと異なり、自分の作品を評価することは不可能となっている（自分の作品にコメントを付けることは可能だが、その際もコインを消費する）。
2017年9月8日、2018年4月2日にサービスを終了することが任天堂より発表され、同年10月2日、有料チケット販売を終了。そして当初の予定どおりチケット販売終了から半年後の2018年4月2日午前10時にサービスを終了した。

### フレンドうごメモギャラリー
無料で3DS本体のフレンドリストに登録されたユーザー間のみでメモのやり取りができる機能だったが、公序良俗に反する写真が送受信される事例が発生したため、2013年11月1日限りでサービスを停止した。更新版のバージョン1.1以降は、ソフト起動時のメニューにあったフレンドうごメモギャラリーへのボタンも除去されている。

## 公募コンテスト
- 月に1,2回程度の頻度でテーマに沿った作品の応募と入賞の選定を行っている[3][4]。

## イベント(テーマ)一覧

### 開催されたイベント(テーマ)
- 第19回「とぶ」
- 第18回「走る」
- 第17回「音を活かして春を表現してみよう！」
- 第17回「マリオシリーズ絵描き歌」
- 第16回「やさい・くだもの・お肉をつかって、キャラクターを作ろう！」
- 第16回「面白い音のするビックリ箱」
- 第15回「ピクミン発見！！」
- 第14回「大合奏バンドブラザーズP」×「うごくメモ帳 3D」コンテスト～「ルイージだって頑張る」、「ニンテンドープリンセス」
- 第13回「うごくメモ帳 3D」×「どこでも本屋さん」少女まんが誌からの挑戦コンテスト
- 第13回「うごくメモ帳 3D」×「ヨッシー New アイランド」コンテスト
- 第12回「うごくメモ帳3D」一周年記念コンテスト
- 第12回「海」
- 第11回「のびる・ちぢむ」
- 第10回「まわる」
- 第9回 「はねる」
- 第8回 「△を使ってどうぶつを表現しよう」
- 第7回 「□を使ってメカ・機械を表現しよう」
- 第6回 「〇を使って春を表現しよう」
- 第5回 「アイデア　ひな人形」
- 第4回 「ウィンタースポーツ」
- 第3回 「雪だるまのお話」
- 第2回 「あなたの好きなリンク」
- 第1回 「マリオあるある」

## 他のサービスとの関連
本作の配信に伴い、株式会社はてなが運営していた「うごメモシアター」・「うごメモはてな」は2013年5月31日をもってサービスを終了した。うごメモシアターに投稿されたメモは、ワールドうごメモギャラリー内のコーナー「DSiシアターライブラリー」で閲覧することが可能である。ワールドうごメモギャラリー自体は有料だが、このコーナーのみ無料となっていたが、ワールドうごメモギャラリーのサービス終了と同時にこちらも終了した。